# Mistrzostwa Europy w Lekkoatletyce 1946 – chód na 50 km mężczyzn

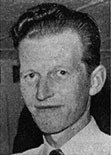
John Ljunggren

Chód na dystansie 50 kilometrów mężczyzn był jedną z konkurencji rozgrywanych podczas III Mistrzostw Europy w Oslo. Został rozegrany w piątek, 23 sierpnia 1946 roku. Zwycięzcą tej konkurencji został Szwed John Ljunggren. W rywalizacji wzięło udział ośmiu zawodników z pięciu reprezentacji.

## Rekordy
| Rekord świata     | Josef Doležal (CSK)   | 4:23:40 | Podiebrady, Czechosłowacja | 04.08.1946 |
| Rekord Europy     | Josef Doležal (CSK)   | 4:23:40 | Podiebrady, Czechosłowacja | 04.08.1946 |
| Rekord mistrzostw | Harold Whitlock (GBR) | 4:41:51 | Paryż, Francja             | 04.09.1938 |

## Wyniki
| Miejsce | Zawodnik         | Czas    | Uwagi |
| ------- | ---------------- | ------- | ----- |
| 1       | John Ljunggren   | 4:38:20 | CR    |
| 2       | Harry Forbes     | 4:42:58 |       |
| 3       | Charles Megnin   | 4:57:05 |       |
| 4       | Oddvar Sponberg  | 5:00:27 |       |
| 5       | Harry Kristensen | 5:03:18 |       |
| –       | Harry Olsson     | DNF     |       |
| –       | Edgar Bruun      | DQ      |       |
| –       | Josef Doležal    | DQ      |       |